# Hyloniscus macedonicus
Hyloniscus macedonicus är en kräftdjursart som beskrevs av Karl Wilhelm Verhoeff1933. Hyloniscus macedonicus ingår i släktet Hyloniscus och familjen Trichoniscidae. Inga underarter finns listade i Catalogue of Life.